# Josef Anton Pflanz

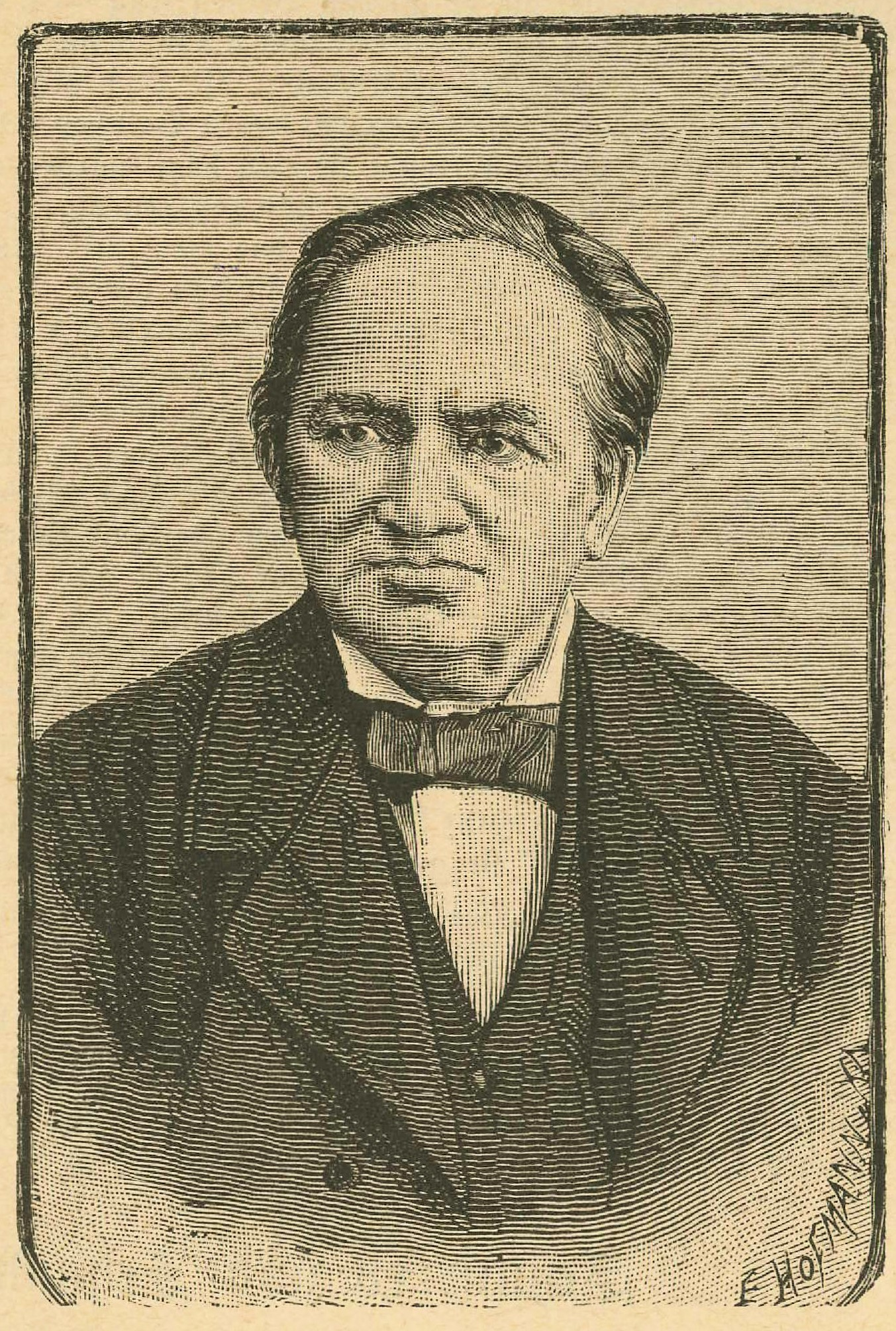
Holzschnitt 1887

Josef oder Joseph Anton Pflanz (* 25. Februar 1819 in Ellwangen; † 17. September 1883 in Buchau am Federsee) war ein katholischer deutscher Schriftsteller und Lehrer.
Nach dem Studium in Tübingen wirkte er als Lehrer in Hedingen, Rottenburg am Neckar, Neresheim und Rottweil.
Pflanz war Redakteur und Mitarbeiter verschiedener katholischer Zeitungen und schrieb unter anderem schwäbische Mundarttexte unter dem Pseudonym Clemens Specht.

## Werke
- Culturgeschichte des teutschen Volkes, nach den bewährtesten teutschen Geschichtsschreibern und Dichtern entworfen und geordnet. Stgt., Hallberger 1851.
- Die Uferkolonisten: Eine Erzählung für Kinder, Herder, 4. Aufl. 1916
- Drei Monate unterm Schnee: Eine Erzählung für Kinder, Herder, 3. Aufl. 1916
- Drie maanden onder de Sneeu, Bekker, deutsche Übersetzung durch Charlotte Dufour, 1913
- Kinderfrühling, Erzählungen, Spiele u. allerhand Kurzweil, Herder, 3. Aufl. 1913
- Gute Art, böse Art: 35 kl. Erzählungen f. Kinder, Herder, 4. Aufl. 1912